# Tiananmen

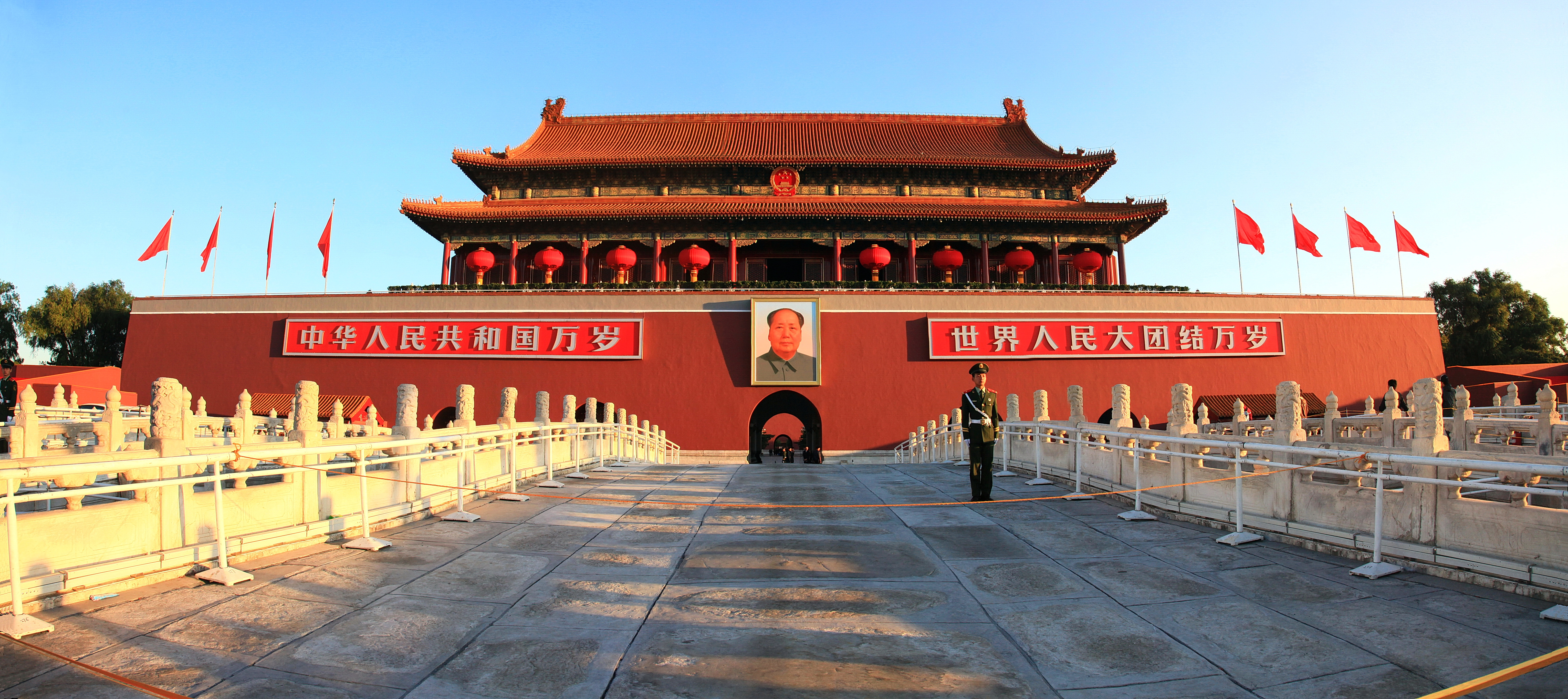
Tian'anmen, într-o fotografie panoramică (2009).

Tiananmen (în chineză simplificată: 天安门; chineză tradițională: 天安門; pinyin: Tiān'ānmén, ortografiat și Tian'anmen, Tienanmen sau T'ien-an Men, [tʰjɛn.on.mən]), literalmente Poarta Păcii Celeste, este o poartă monumentală în centrul orașului Beijing, China și poarta din față a Orașului Imperial din Beijing, situată în apropierea Cartierului Central de Afaceri, și utilizată pe scară largă ca simbol național. Întâi construită în timpul dinastiei Ming, în 1420, Tiananmen era intrarea în Orașul Imperial, în interiorul căruia se afla Orașul Interzis. Tiananmen este situată la nord de Piața Tiananmen, de care este separată prin Bulevardul Chang'an.

## Nume
În chineză, numele porții (天安门/天安門) este format din caracterele chinezești pentru „cer”, „pace” și, respectiv, „poartă”, motiv pentru care numele este tradus ca „Poarta Păcii Celeste”. Cu toate acestea, această traducere este oarecum înșelătoare, deoarece numele chinezesc este derivat din expresia mai lungă „primind mandat ceresc și aducând pace dinastiei” (în chineză simplificată: 受命于天，安邦治國; pinyin: Shòumìng yú tiān, ān bāng zhìguó). Traducerea în limba manchu, Abkai elhe obure duka, este mai aproape de sensul original și poate fi literalmente tradusă ca „Poarta Împăciuirii Celeste”. Poarta avea corespondent în partea de nord a orașului imperial, poartă numită Di'anmen (în chineză simplificată: 地安門; pinyin: Di'ānmén, manchu: Na am elhe obure duka), nume care poate fi tradus aproximativ ca „Poarta Păcii Pământești”.

## Poartă

### Istoric
Poarta a fost inițial numită „Chengtianmen” (în chineză simplificată: 承天門; chineză tradițională: 承天门; pinyin: Chéngtiānmén), literalmente „Poarta Acceptării Mandatul Ceresc” în timpul dinastiei Ming. Ulterior, poarta a fost distrusă și reconstruită de mai multe ori. Clădirea originală a fost construită în 1420 și s-a bazat pe poarta eponimă al clădirii imperiale din Nanking. Poarta a fost complet arsă de fulger în noiembrie 1457. În 1465, la Împăratul Chenghua i-a ordonat lui Zigui (自圭), Ministru al Lucrărilor, să reconstruiască poarta. Astfel, proiectul a fost schimbat din forma paifang a versiunii originale în forma de poartă care poate fi văzută astăzi. Aceasta a suferit o altă lovitură în 1644, în războiul de la sfârșitul dinastiei Ming, când a fost arsă de către rebelii conduși de Li Zicheng. După înființarea dinastiei Qing și cuceririi Manchu a Chinei, poarta a fost reconstruită din nou, începând din 1645, și a primit numele actual după finalizarea din 1651. Poarta a fost reconstruită între anii 1969 și 1970. Poarta avea deja 300 de ani și era deteriorată grav, parțial din cauza la utilizării intensive în anii 1950 și 1960. Deoarece poarta era simbol național, Zhou Enlai a ordonat ca reconstruirea să fie ținută secret. Poarta a fost acoperită de schele, iar proiectul a fost oficial numit „renovare”. Reconstrucția era menită să păstreze aspectul exterior neschimbat, în timp ce era făcută mai rezistentă la cutremure și erau instalate facilități moderne, precum lift, alimentare cu apă curentă și sistem de încălzire.
 

### Descriere

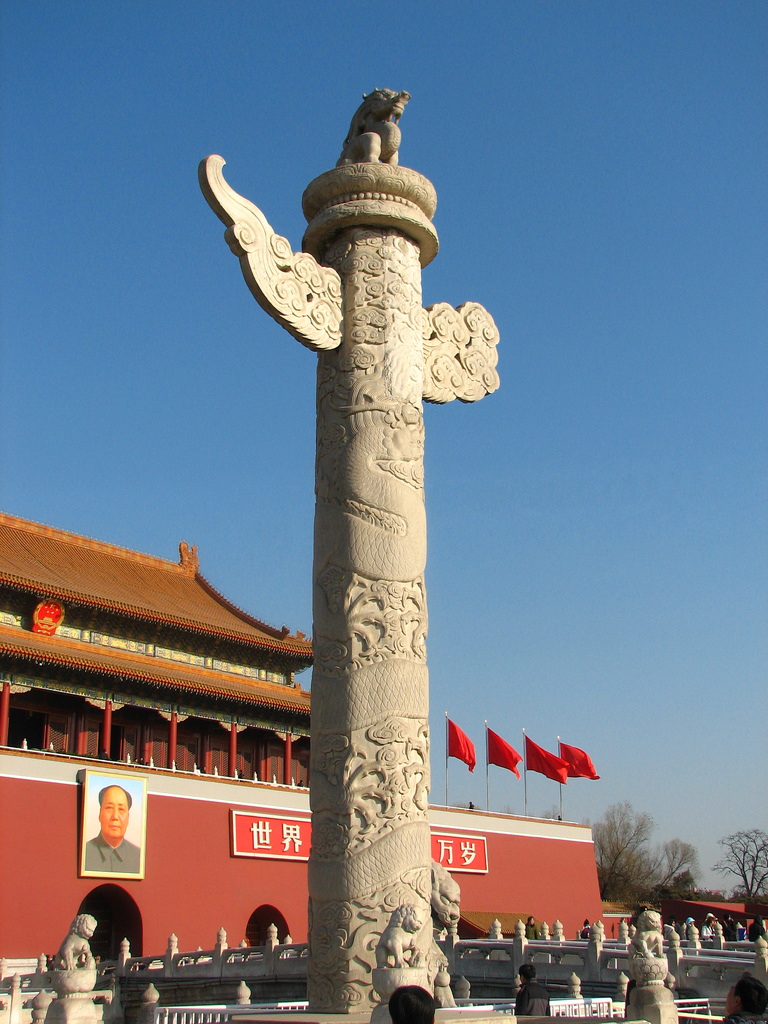
Coloană de piatră (huabiao) cu reprezentări de dragoni și phoenicși, care decorează împrejurimile porții Tiananmen.

Clădirea este de 66 m lungime, 37 m lățime și 32 m înălțime. Ca și alte clădiri oficiale din imperiu, poarta în sine are decoratiuni imperiale de acoperiș unice.
În fața porții stau doi lei, iar încă doi stau de gardă la poduri. În cultura chineză se crede că leii protejează oamenii de spiritele rele.
Două coloane de piatră, numite huabiao, fiecare cu un animal (hou) în vârf sunt amplasate în fața porții. Inițial, aceste coloane au fost concepute pentru ca oamenii de rând să-și lase plângerile, fie în scris, fie prin lipirea petițiilor pe coloane. Cu toate acestea, cele două din fața Orașului Imperial erau pur decorative și aveau rolul de a demonstra măreția guvernului imperial.
Pe zidurile de vest și de est se află pancarte mari. Pe cea din stânga scrie „Trăiască Republica Populară Chineză” (în chineză simplificată: 中华人民共和国万岁; pinyin: Zhōnghuá Rénmín Gònghéguó wànsuì), în timp ce pe cea din dreapta scrie „Trăiască Marea Unitate a Popoarelor Lumii”. Pancarta din dreapta avea scris „Trăiască Guvernul Popular Central„ (în chineză simplificată: 中央人民政府万岁; pinyin: Zhōngyāng Rénmín Zhèngfǔ wànsuì) pentru ceremonia de inaugurare a RPC, dar după ceremonie a fost schimbată cu „Trăiască Marea Unitate a Popoarelor Lumii” (în chineză simplificată: 世界人民大团结万岁; pinyin: Shìjiè rénmín dà tuánjié wànsuì). Ambele pancarte au fost modificate pentru a utiliza chineza simplificată, în loc de caractere din chineză tradițională în 1964. Expresia are o semnificație simbolică, fiindcă expresia folosită pentru viață lungă, precum și Orașul Imperial în sine, era în mod tradițional rezervată Împăraților din China, dar este acum accesibilă și oamenilor de rând.
Tribunele din prim-plan sunt utilizate de Ziua Internațională a Muncii și de Ziua Națională (1 octombrie).
În fața tribunelor se află șanțul Orașului Imperial, încă umplut cu apă, dar acum cu fântâni iluminate decorativ adăugate.
În antichitate, Tiananmen era printre cele mai importante porți întâlnite atunci când se intra în Orașul Imperial din Beijing, alături de Yongdingmen, Qianmen, Poarta Chinei. În continuare spre interior, următoarea poartă este Duanmen, identică cu Tian'anmen. După Duanmen se află intrarea de sud în Orașul Interzis propriu, intrare cunoscută sub numele de Poarta Meridian.

## Portret

### Istoric

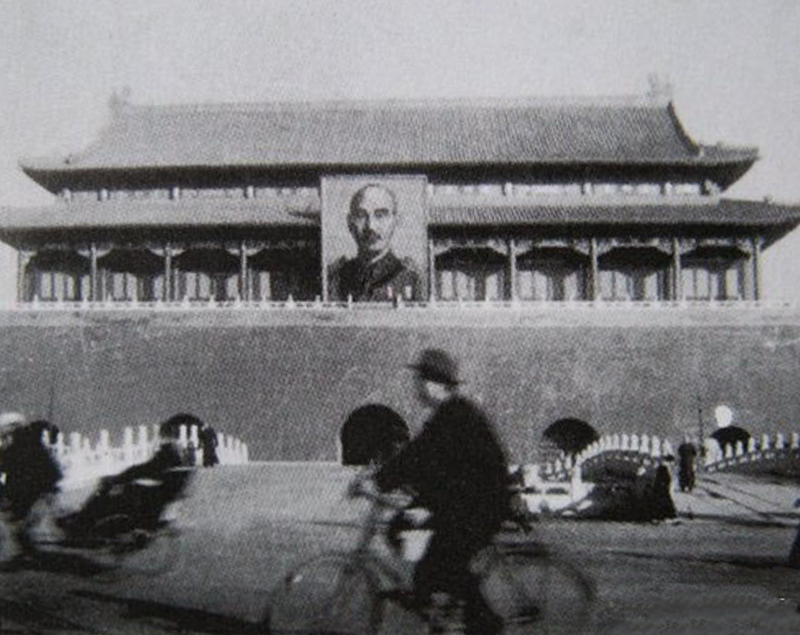
Portretul lui Chiang Kai-shek pe Tiananmen în Beijing, Republica Populară Chineză

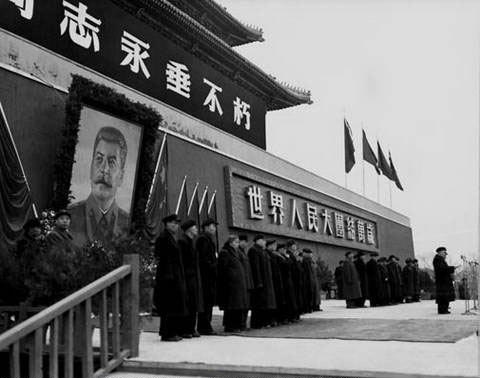
Portretul lui Iosif Stalin, expus după moartea sa în 1953

Pentru că poarta se află în fața Orașului Imperial și din cauza evenimentelor istorice care au avut loc în Piața Tiananmen, poarta are o mare importanță politică. În 1925, când China era condusă de către guvernul naționalist, un portret mare al lui Sun Iat-sen a fost atârnat pe poartă după moartea sa. În 1945, pentru a sărbători victoria asupra Japoniei, a fost atârnat portretul lui Chiang Kai-shek.
Pe 7 iulie 1949, portrete de Zhu De și Mao Zedong au fost atârnate pentru a comemora cel de-al Doilea Război Chino-Japonez. De la data fondării Republicii Populare Chineze pe 1 octombrie 1949, doar un singur portret al lui Mao a fost atârnat pe poartă. Portretul este înlocuit anual, înainte de Ziua Națională. Doar cu o singură ocazie, pe 9 martie 1953, a fost înlocuit temporar de un portret al lui Iosif Stalin pentru a comemora moartea acestuia.
În 2011, Alexander Pann Han-tang, președinte al Federației de Comerț și Industrie Asia Pacific Taiwan și un prieten apropiat al președintele Taiwanului, Ma Ying-jeou, a propus ca portretul din Piața Tiananmen să fie schimbat cu cel al lui Sun Iat-sen pentru cea de-a 100-a aniversare de la fondarea Republicii Chineze. Această propunere a fost respinsă.

### Incidente
Portretul cântărește 1,5 tone și este înlocuit cu unul de rezervă ori de câte ori este vandalizat. În 1989, trei disidenți, inclusiv Yu Dongyue, au atacat portretul cu ouă în timpul protestelor din Piața Tiananmen din 1989. Yu a fost trimis la închisoare și nu a fost eliberat decât după 17 ani, în 2006. Pe 12 mai 2007, portretul lui Mao a luat foc. Un șomer de 35 de ani, din Urumqi a fost arestat pentru incident. Aproximativ 15% din portret a fost deteriorat și a trebuit să fie reparat ulterior. Pe data de 5 aprilie 2010, un protestatar a aruncat cu o sticlă de plastic cu cerneală și a lovit peretele aproape de portret. El a fost arestat.  

## Simbol național
Datorită semnificației sale istorice, Tiananmen este prezentă pe Stema Națională a Republicii Populare Chineze. Aceasta a fost, de asemenea, prezentă pe modele de timbre și monede emise de Republica Populară Chineză.

Emblema Națională

## Transport public

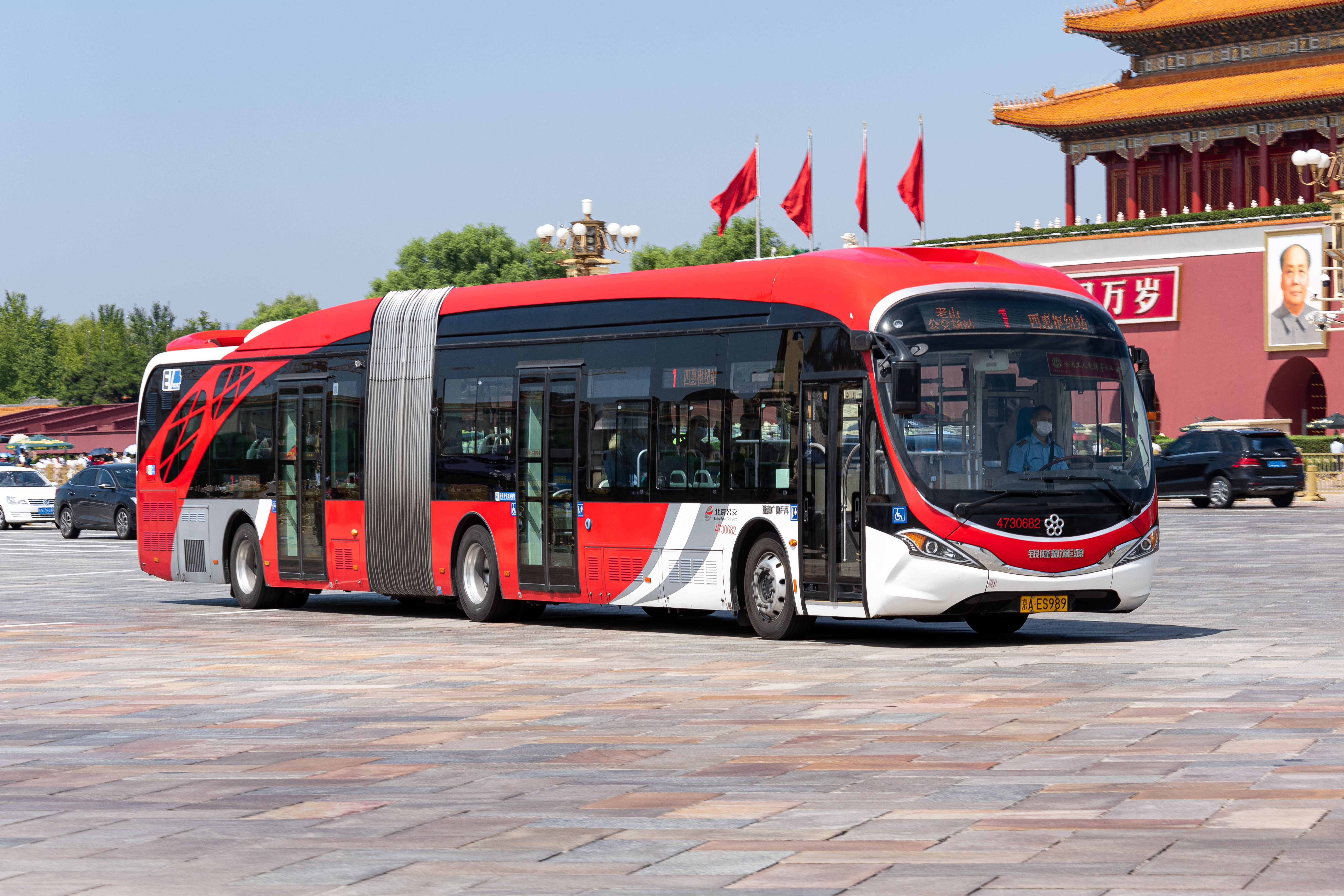
Traseul 1 de autobuz care trece pe lângă Tiananmen

Tiananmen este deschisă pentru public în fiecare zi a săptămânii de la 8:30 a.m. la 5:00 p.m.
Linia 1 a metroului din Beijing oprește la Tiananmen Vest și Tiananmen Est, de fiecare parte a Tiananmen.
Autobuzele 1, 2, 5, 52, 82, 120, 观光1, 观光2, 夜1, 夜2, și 夜17 opresc lângă Tiananmen.

## Galerie
|                   |
| Tiananmen în 1901 |

|                   |
| Tiananmen în 2006 |

|                         |
| Detaliu al acoperișului |

|                   |
| Tiananmen noaptea |

|                                   |
| Tiananmen din lateral, iunie 2011 |

|                                                                    |
| Hartă cu Tian'anmen (etichetat ca T’ien-an Men 天安門) (anii 1950) |

|                             |
| Cameră în interiorul porții |